# Werneburgstraße 11

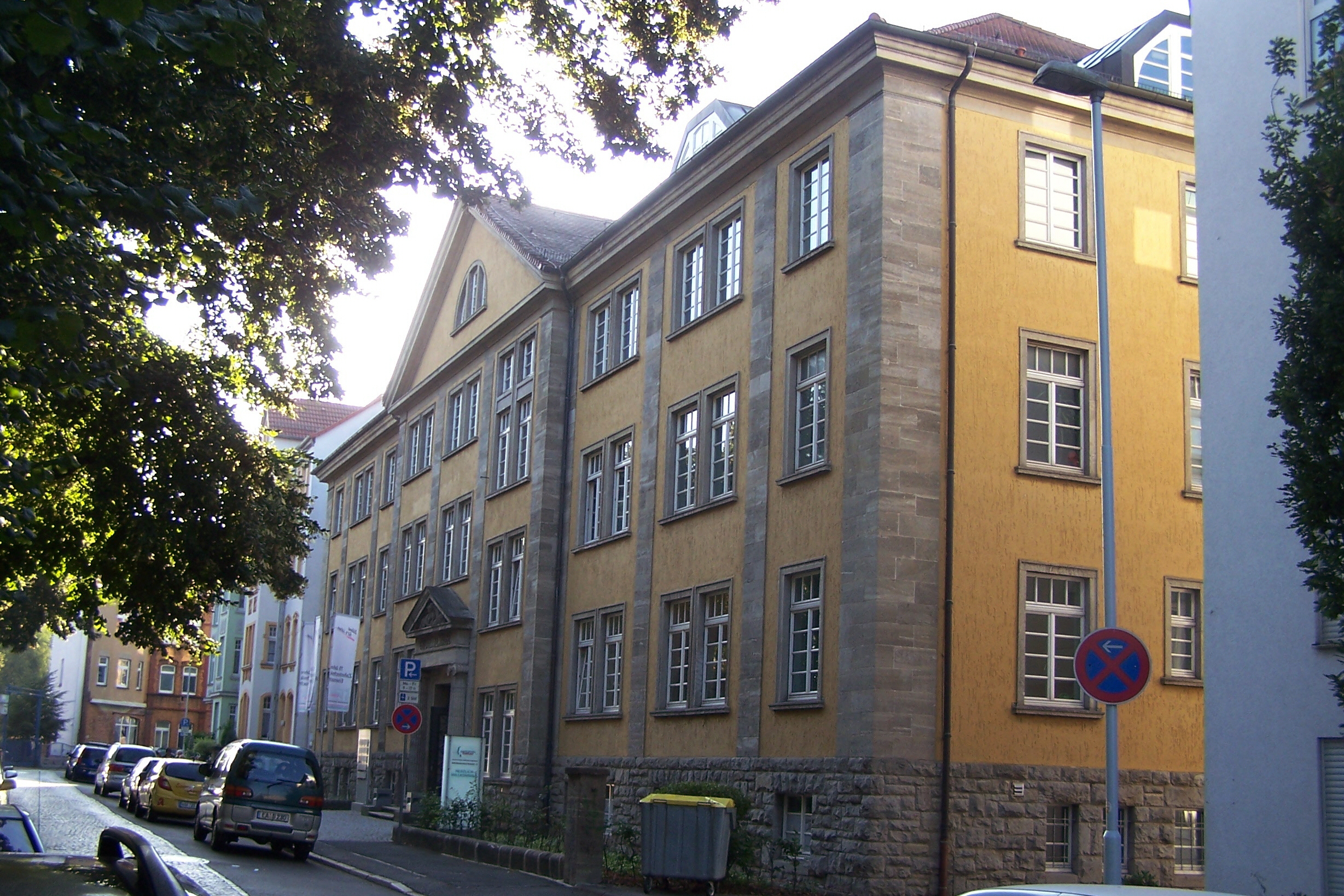
Die frühere Poliklinik in Eisenach

Das Gebäude Werneburgstraße 11 ist ein denkmalgeschütztes Geschäftshaus in Eisenach in Thüringen. Anfang der 1920er Jahre als Zentrale der Ortskrankenkasse gebaut, dient es heute als Büro- und Geschäftsgebäude.

## Geschichte
Der Eisenacher Sitz der Ortskrankenkasse plante nach dem Ersten Weltkrieg die Errichtung einer neuen Zentrale in der Eisenacher Werneburgstraße, nachdem der bisherige Sitz in der Charlottenstraße im Eisenacher Südviertel zu klein geworden war. Verzögert durch Inflation und Wirtschaftskrise erfolgte die Eröffnung im Jahr 1927. Neben der Krankenkasse fanden in dem Neubau Arztpraxen, ein Röntgen- und Lichtinstitut sowie eine Zahnklinik Platz. Nach dem Zweiten Weltkrieg und der Auflösung der Ortskrankenkassen auf dem Gebiet der SBZ bzw. später DDR diente das Gebäude bis nach 1990 als staatliche Poliklinik.
Nach 1990 hatte das Katasteramt Eisenach seinen Sitz im UG, bis es 2008 nach Bad Salzungen umzog. 1990 zog die Zentrale Krippenvereinigung (500 MA, 2063 Kinder) des Kreises Eisenach (vormals Rat des Kreises) aus der Schillerstraße um ins Ober-/Dachgeschoss und blieb bis Februar 1991 dort. 2011 wurde das Gebäude an ein darin ansässiges Zahntechnikunternehmen verkauft, das seinen Sitz bis heute darin hat. Als Mieter sind in dem Gebäude zwanzig weitere Unternehmen, Büros und Praxen ansässig.

## Architektur

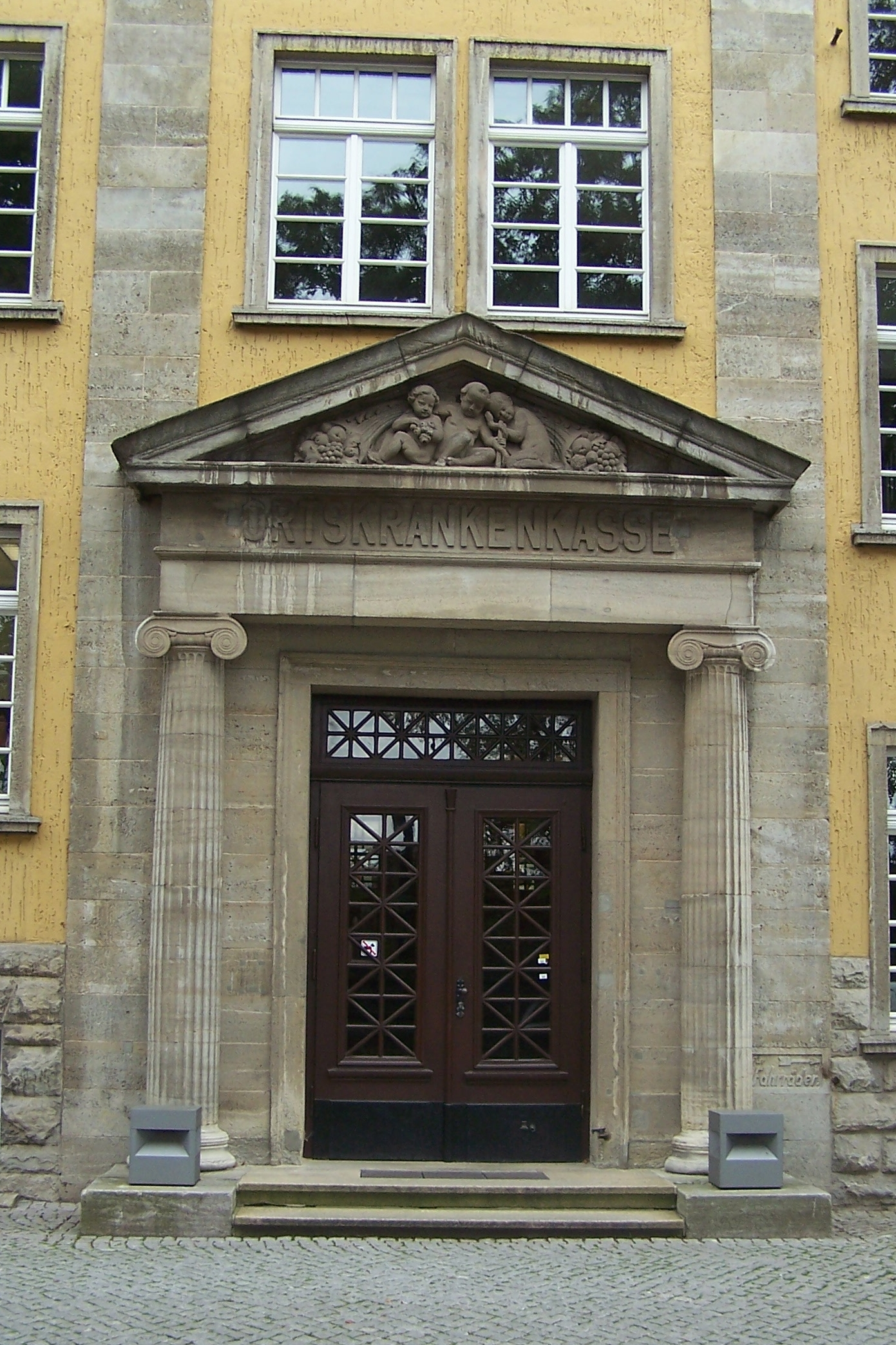
Das Eingangsportal mit Relief

Das Bauwerk wurde nach in seiner Bauzeit modernsten Maßstäben im Stil der Neuen Sachlichkeit, ergänzt um zahlreiche Zierelemente, errichtet. Viele Elemente aus der Bauzeit, darunter das Eingangsportal, das Foyer mit Treppe zum Hochparterre, Teile des Parkettbodens, gekachelte Säulen und die Treppenhäuser sind weitgehend im Originalzustand erhalten. Über dem Eingangsportal findet sich ein Relief, das neben Füllhörnern – als Symbol für die Wohltaten der Krankenkasse – auch den jungen heilkundigen Äskulap und in Form eines Kindes die Liebe zeigt.